# Erwin Stixenberger
Erwin Stixenberger, genannt Stixi (* 30. Mai 1965), ist ein Sänger aus Herisau im Schweizer Kanton Appenzell Ausserrhoden. 

## Biographie
Der gelernte Kaufmann und Postbeamte arbeitet hauptberuflich als Key Account Manger der Direct Mail Company AG und ist Moderator bei Radio Eviva.
Daneben tritt Stixenberger als Solosänger oder im Duett als Stixi und Sonja mit seiner Ehefrau Sonja Truffer auf. Viele von ihnen interpretierte Lieder sind von Franz Regli komponiert. 
Stixenberger ist Mitglied der Schweizerischen Volkspartei (SVP). Er wurde am 20. März 2006 Kantonsrat im Kanton Appenzell Ausserrhoden, schaffte jedoch die Wiederwahl anlässlich der Gesamterneuerungswahlen 2007 nicht.